# Zinkiv
Zinkiv (tiếng Ukraina: Зіньків) là một thành phố của Ukraina. Thành phố này thuộc tỉnh Poltava. Thành phố này có diện tích ? km², dân số theo điều tra dân số năm 2001 là 10.577 người.